# Bùi Minh Châu
Bùi Minh Châu (sinh ngày 25 tháng 10 năm 1961) là một chính trị gia người Việt Nam. Ông hiện là Ủy viên Trung ương Đảng khóa XIII, đại biểu Quốc hội khóa XIV nhiệm kì 2016-2021, khóa XV nhiệm kỳ 2021-2026 thuộc đoàn đại biểu Quốc hội tỉnh Phú Thọ, Trưởng Đoàn đại biểu Quốc hội khóa XV tỉnh Phú Thọ. Ông lần đầu trúng cử đại biểu Quốc hội năm 2016 ở đơn vị bầu cử số 1, tỉnh Phú Thọ gồm có thành phố Việt Trì và các huyện: Tam Nông,
Tân Sơn, Thanh Sơn, Thanh Thủy, Yên Lập. Bùi Minh Châu từng là Chủ tịch Ủy ban nhân dân tỉnh Phú Thọ, Bí thư Tỉnh ủy Phú Thọ, Chủ tịch Hội đồng nhân dân tỉnh Phú Thọ khóa XVIII nhiệm kì 2016-2021, khóa XIX nhiệm kì 2021- 2026..

## Xuất thân
Bùi Minh Châu quê quán ở xã Trưng Vương, thành phố Việt Trì, tỉnh Phú Thọ.
Ông hiện cư trú ở phố Mai Sơn, phường Tiên Cát, thành phố Việt Trì, tỉnh Phú Thọ.

## Giáo dục
- Giáo dục phổ thông: 10/10
- Cử nhân Kinh tế
- Thạc sĩ Quản trị kinh doanh
- Cử nhân lí luận chính trị

## Sự nghiệp
Bùi Minh Châu gia nhập Đảng Cộng sản Việt Nam vào ngày 24/12/1993, thành đảng viên chính thức ngày 24/12/1994.
Từ tháng 12 năm 2002 đến tháng 11 năm 2003, Bùi Minh Châu là Phó Chủ tịch Ủy ban nhân dân huyện Thanh Ba, tỉnh Phú Thọ.
Từ tháng 12 năm 2003 đến tháng 4 năm 2004, Bùi Minh Châu là Quyền Chủ tịch Ủy ban nhân dân huyện Thanh Ba.
Từ tháng 5 năm 2004 đến tháng 1 năm 2005, Bùi Minh Châu là Phó Bí thư Huyện ủy, Chủ tịch Ủy ban nhân dân huyện Thanh Ba, tỉnh Phú Thọ.
Từ tháng 2 năm 2005 đến tháng 7 năm 2005, Bùi Minh Châu giữ chức vụ Phó Giám đốc Sở Tài chính Phú Thọ.
Từ tháng 8 năm 2005 đến tháng 11 năm 2009, Bùi Minh Châu là Giám đốc Sở Tài chính tỉnh Phú Thọ.
Sau đó, ông chuyển qua làm công tác Đảng Cộng sản Việt Nam.
Từ tháng 12 năm 2009 đến tháng 10 năm 2010, Bùi Minh Châu là Ủy viên Ban thường vụ Tỉnh ủy Phú Thọ, Chủ nhiệm Ủy ban kiểm tra tỉnh ủy Phú Thọ.
Từ tháng 11 năm 2010 đến tháng 10 năm 2015, Bùi Minh Châu là Phó Bí thư thường trực Tỉnh ủy Phú Thọ.
Bùi Minh Châu là đại biểu hội đồng nhân dân tỉnh Phú Thọ nhiệm kỳ 2004 - 2011; 2011 - 2016.
Ngày 3 tháng 11 năm 2015, Hội đồng nhân dân tỉnh Phú Thọ khóa 17, nhiệm kỳ 2011-2016 đã họp bất thường bầu Bùi Minh Châu, Phó Bí thư Tỉnh ủy Phú Thọ, làm Chủ tịch Ủy ban nhân dân tỉnh Phú Thọ nhiệm kì 2011-2016 thay Chu Ngọc Anh chuyển công tác.
Tháng 1 năm 2016: ông trúng cử Ủy viên Ban Chấp hành Trung ương Đảng Cộng sản Việt Nam khóa XII.
Khi lần đầu ứng cử đại biểu Quốc hội Việt Nam khóa XIV vào tháng 5 năm 2016, Bùi Minh Châu đang là Chủ tịch Ủy ban nhân dân tỉnh Phú Thọ, Ủy viên Ban Chấp hành Trung ương Đảng Cộng sản Việt Nam khóa XII, Phó bí thư Tỉnh ủy Phú Thọ, Bí thư Ban Cán sự Đảng Ủy ban nhân dân tỉnh Phú Thọ; làm việc ở Văn phòng Ủy ban nhân dân tỉnh Phú Thọ, có bằng cử nhân lí luận chính trị.
Bùi Minh Châu đã trúng cử đại biểu Quốc hội năm 2016 ở đơn vị bầu cử số 1, tỉnh Phú Thọ gồm có thành phố Việt Trì và các huyện: Tam Nông, Tân Sơn, Thanh Sơn, Thanh Thủy, Yên Lập, được 444.754 phiếu, đạt tỷ lệ 90,52% số phiếu hợp lệ.
Sau đó, Bùi Minh Châu được bầu làm Trưởng đoàn Đại biểu Quốc hội Việt Nam khóa 14 tỉnh Phú Thọ.
Ngày 14 tháng 12 năm 2018, tại Hội nghị bầu Bí thư Tỉnh ủy Phú Thọ, nhiệm kỳ 2015 – 2020, Bùi Minh Châu, Ủy viên Ban Chấp hành Trung ương Đảng Cộng sản Việt Nam khóa 12, Phó Bí thư Tỉnh ủy, Chủ tịch UBND tỉnh Phú Thọ, Trưởng Đoàn đại biểu Quốc hội tỉnh Phú Thọ, đã được bầu làm Bí thư Tỉnh ủy Phú Thọ nhiệm kỳ 2015 - 2020 thay ông Hoàng Dân Mạc nghỉ hưu với 49/49 phiếu thuận (100%).
Ngày 23 tháng 12 năm 2018, Bộ Chính trị Ban Chấp hành Trung ương Đảng Cộng sản Việt Nam khóa 12 đã chuẩn y chức vụ Bí thư Tỉnh ủy Phú Thọ nhiệm kỳ 2015 - 2020 của Bùi Minh Châu.
Ngày 27 tháng 3 năm 2019, Hội đồng nhân dân khóa 18 tỉnh Phú Thọ đã họp bất thường bầu Bùi Minh Châu giữ chức vụ Chủ tịch Hội đồng nhân dân tỉnh Phú Thọ khóa 18 nhiệm kì 2016-2021 với tỉ lệ 100% phiếu ủng hộ (77/77 phiếu).
Ngày 30 tháng 1 năm 2021, Tại Đại hội đại biểu toàn quốc lần thứ XIII của Đảng, đồng chí được bầu là Ủy viên Ban Chấp hành Trung ương Đảng Cộng sản Việt Nam khoá XIII, nhiệm kỳ 2021-2026.